# Limitless (мініальбом NCT 127)
NCT #127 Limitless — другий мініальбом NCT 127, підрозділ південнокорейського гурту хлопців NCT, який розташований у Сеулі. Це перший їхній альбом із дев'ятьма членами групи, після прийняття Дойона і Джонні у 2016 році. SM Entertainment випустила 6 січня 2017 альбом у цифровій версії та 9 січня — на фізичних носіях.
Мініальбом був комерційно успішним, зайнявши перші місця у Gaon Album Chart та Billboard US World Albums Chart. Було продано 121,109 фізичних копій станом на грудень 2017. Основна пісня мініальбому, «Limitless», була названа Dazed Digital, як одна з 20 найкращих K-Pop пісень 2017 року.

## Передумови та випуск
27 грудня 2016, NCT 127 оголосили про свій другий мініальбом Limitless. Також було представлено Дойона (який раніше зробив свій дебют у складі NCT U) і Джонні, члена SM Rookies, як нових членів NCT 127. Тизер музичного відео виходив для кожного члена з 27 грудня 2016 до 3 січня 2017. Два музичних відео пісні «Limitless» вийшли 5 січня. 7 січня альбом вийшов у цифровій версій, а 9 січня — на фізичних носіях.
Пісня «Good Thing» була випущена, як співпраця з W Korea та Esteem models. З NCT тільки Юта, Тейон, Джехьон, Марк і ВінВін брали участь у зйомках відео і воно було випущено 5 грудня 2016 року.

## Реклама
5 січня NCT 127 з піснею «Limitless» і піснею зі сторони Б «Good Thing» вперше виступили на M Countdown. Вони провели їхню першу зустріч з фанатами щодо автографів за мініальбомом Limitless 12 січня у 20:30 KST у Seoul Women's Plaza.[джерело?]

## Комерційний успіх
NCT #127 Limitless зайняв місце 1 на Gaon Album Chart у чарті за датами 8-14 січня 2017. У США мініальбом зайняв перші місця у чарті Billboard World Albums за тиждень, який закінчився 28 січня 2017, а також зайняв місце 4 у чарті Billboard's Heatseekers Album.
Основна пісня мініальбому «Limitless» зайняла місце 4 у чарті Billboard's World Digital Songs за тиждень, який закінчуються 28 січня 2017 року.

## Список пісень
| #     | Назва                                                                                     | Автор слів                | Автор музики                                                                          | Перекладення                             | Тривалість |
| ----- | ----------------------------------------------------------------------------------------- | ------------------------- | ------------------------------------------------------------------------------------- | ---------------------------------------- | ---------- |
| 1.    | «Limitless» (無限的我, wúxiàn de wǒ; 무한적아, muhanjeog-a)                               | Kenzie                    | Kenzie The Underdogs Kevin Randolph Patrick "J. Que" Smith Brittany Burton Andrew Hey | Kenzie                                   | 4:07       |
| 2.    | «Good Thing»                                                                              | JQ Hwang Jiwon Тейон Марк | Justin Gray Steve Daly DeCarlo                                                        | Justin Gray Steve Daly                   | 3:40       |
| 3.    | «Back 2 U (AM 01:27)»                                                                     | 1월 8일 Seo Minji Тейон   | The Stereotypes August Rigo Prism Filter                                              | The Stereotypes August Rigo Prism Filter | 3:55       |
| 4.    | «Heartbreaker» (롤러코스터, rolleokoseuteo)                                               | Hwang Jiwon               | Coach & Sendo Jantine Annika Heij Cimo Fränkel Rik Annema                             | Coach & Sendo                            | 3:14       |
| 5.    | «Baby Don't Like It» (나쁜 짓, nappeun jit sung by Taeil, Тейон, Doyoung, Марк & Haechan) | G.Soul Тейон Марк         | Jamil "Digi" Chammas Tay Jasper Jonathan Perkins MZMC G.Soul Тейон Марк               | Jamil «Digi» Chammas                     | 2:39       |
| 6.    | «Angel»                                                                                   | Mr. Cho Тейон Марк        | Mr. Cho                                                                               | Cheongdam-dong Park Kunwoo               | 4:09       |
| 21:58 |                                                                                           |                           |                                                                                       |                                          |            |

## Чарти
| Чарт (2017)                       | Найвище місце |
| --------------------------------- | ------------- |
| Південна Корея (Gaon Album Chart) | 1             |
| Японський Oricon Albums Chart     | 13            |
| США Billboard Heatseekers Album   | 4             |
| США Billboard World Albums        | 1             |
| КНР Billboard V Chart             | 49            |
| Республіки Китаю Five Music       | 4             |

## Продажі та сертифікати
| Чарт           | Кількість |
| -------------- | --------- |
| Південна Корея | 121,109   |
| Японія         | 11,179+   |

## Історія випуску
| Регіон         | Дата         | Формат               | Фірма звукозапису          |
| -------------- | ------------ | -------------------- | -------------------------- |
| Світ           | 6 січня 2017 | Цифрове завантаження | SM Entertainment           |
| Південна Корея | 6 січня 2017 | Цифрове завантаження | SM Entertainment           |
| Південна Корея | 9 січня 2017 | CD                   | SM Entertainment, KT Music |